# Micropterix trifasciella
Micropterix trifasciella  es una especie de lepidóptero de la familia Micropterigidae.

## Distribución geográfica
Se encuentran en la zona alpina de Italia y Francia, entre los 1400 y 1900 metros de altitud.